# USS Bonefish (SS-223)
«Боунфіш» (англ. USS Bonefish (SS-223)) – підводний човен військово-морських сил США типу «Гато», котрий взяв участь у бойових діях Другої Світової війни.
Човен спорудила компанія General Dynamics Electric Boat на верфі у Гротоні, штат Конектикут. Після проходження випробувань поблизу Нью-Лондону (Конектикут) та Ньюпорту (Род-Айленд), човен 29 липня 1943 року вирушив до місця служби та 30 серпня прибув до бази субмарин у Брисбені на східному узбережжі Австралії.

## Походи
Всього човен здійснив вісім бойових походів

### 1-й похід
16 вересня 1943 року «Боунфіш» попрямував до району бойового патрулювання у Південнокитайському морі. Наприкінці вересня неподалік від узбережжя південного В’єтнаму човен потопив один транспорт та пошкодив судно Чіхая-Мару (у підсумку буде потоплене субмариною, але лише у вересні 1944-го). 10 жовтня навпроти центральної частини в’єтнамського узбережжя «Боунфіш» знищив ще два транспортні судна. 14 жовтня, вже при поверненні на базу, човен артилерійським вогнем потопив у Макасарській протоці вітрильник. 21 жовтня «Боунфіш» прибув до Фрімантла на західному узбережжі Австралії.

### 2-й похід
21 листопада 1944 року човен вийшов з бази. 29 листопада він потопив вантажне судно у Яванському морі за сотню кілометрів на північний схід від островів Кангеан, а через дві доби знищив ще один транспорт у морі Сулавесі біля північного узбережжя однойменного острову. У першій половині грудня човен діяв біля узбережжя Борнео – спершу він побував у морі Сулу біля гавані Сандакан, а потім повернувся до моря Сулавесі в район острова Таракан. Тут він атакував артилерією невелике вантажне судно Тойохіме-Мару, в яке досягли кількох влучань, проте через вихід з ладу головної гармати не змогли його потопити. 19 грудня «Боунфіш» прибув до Фрімантла.

### 3-й похід
12 січня 1944 року човен вийшов для бойового патрулювання у Південнокитайському морі. Ще на шляху туди, у Макасарській протоці, «Боунфіш» потопив артилерією вітрильник. 9 лютого за чотири десятки кілометрів південніше від в’єтнамської бухти Камрань човен торпедував та пошкодив танкер Тонан-Мару №2 (загине від атаки субмарини, але в серпні 1944-го). 15 березня «Боунфіш» повернувся до Фрімантла.

### 4-й похід
13 квітня 1944 року човен вийшов з бази та попрямував у напрямку Філіппін. Наприкінці квітня «Боунфіш» потопив вантажне судно на вході до затоки Давао, а в середині травня атакував конвой танкерів біля північного входу до протоки Сібуту (веде з моря Сулу до моря Сулавесі повз острів Таві-Таві) та потопив есмінець «Інадзума» зі складу ескорту. 30 травня човен знову прибув до Фрімантлу.

### 5-й похід
25 червня 1944 року «Боунфіш» вийшов для бойового патрулювання поблизу північно-східного узбережжя Борнео. 5 липня на виході з Макасарської протоки у море Сулавесі човен потопив артилерійським вогнем вітрильник. 7 та 8 липня за сотню кілометрів на південний схід від острова Таракан «Боунфіш» знову використав артилерію та потопив патрульні човни Ryuei Maru (207 тон) та Moji Maru (60 тон). Через дві доби вже у морі Сулу за сто вісімдесят кілометрів на північний схід від Сандакана човен знищив вітрильник. Нарешті, 30 липня дещо менше ніж за сотню кілометрів на північ від острова Таві-Таві «Боунфіш» досяг першої перемоги за допомогою торпед та потопив танкер. 15 серпня човен повернувся до Фрімантла.

### 6-й похід
5 вересня 1944 року «Боунфіш» вийшов для бойових дій в районі Філіппінського архіпелагу. Не виявивши цілей у морі Сібуян, він рушив далі та 27 вересня у Південнокитайському морі за дві з половиною сотні кілометрів на південний захід від Маніли пошкодив танкер «Камой» (потоплений у квітні 1945-го авіацією). Наступної доби за кілька десятків кілометрів західніше острова Міндоро «Боунфіш» потопив невеликий танкер, а 14 жовтня знищив вантажне судно біля узбережжя острова Лусон, неподалік від входу до затоки Лінгайєн. 18 жовтня «Боунфіш» врятував двох збитих льотчиків, 27 жовтня зайшов для бункерування на острів Сайпан (Маріанські острови), а 8 листопада прибув до Перл-Гарбору. Після цього човен вирушив на ремонт до корабельні Bethlehem Steel у Сан-Франциско.

### 7-й похід
20 березня 1945 року «Боунфіш» вийшов з Перл-Гарбора, зайшов для бункерування на острів Гуам (Маріанські острови), після чого попрямував у Східнокитайське море. Тут йому не вдалось збільшити свій бойовий рахунок і 7 травня «Боунфіш» завершив похід на Гуамі.

### 8-й похід
28 травня 1945 року човен вийшов для бойових дій у Японському морі у складі «вовчої зграї» «Хайдеманс Хеллкетс». Остання складалась із трьох груп, зокрема, «Боунфіш» разом із підводними човнами «Танні» та «Скейт» формували «Пірсіс Поулкетс». У середині червня «Боунфіш» потопив два транспортні судна – одне за дві сотні кілометрів на північний захід від Ніїгати, а друге на вході до затоки Тояма.

## Обставини загибелі
23 червня 1945 року «Боунфіш» не прийшов на зустріч човнів, котра мала відбутись напередодні виходу «Хайдеманс Хеллкетс» із Японського моря через протоку Лаперуза. Підводники розраховували, що човен зайшов в один з радянських портів або через якісь обставини покинув район патрулювання раніше чи пізніше, проте ці очікування не здійснились.
Вже після війни вдалось встановити, що 18 червня 1945 року після атаки в затоці Тояма  фрегати Okinawa, №72, №75, №158 та №207 контратакували глибинними бомбами та спостерігали на воді сліди нафти. Ця атака і стала фатальною для «Боунфіш».

## Спеціальні завдання
21 – 22 квітня 1945 року «Боунфіш» провадила виявлення мін у Цусимській протоці та північно-східній частині Східнокитайського моря.

## Бойовий рахунок
| Дата       | Назва         | Тип                             | Тоннаж | Місце            |
| 27.09.1943 | Касіма Мару   | транспорт                       | 9908   | 10°14'N 109°45'E |
| 10.10.1943 | Тейбі Мару    | транспорт                       | 10086  | 14°44'N 110°19'E |
| 10.10.1943 | Ісудзугава    | вантажне                        | 4212   | 14°44'N 110°19'E |
| 29.11.1943 | Суец-Мару     | вантажне                        | 4646   | 6°33'S 156°05'E  |
| 01.12.1943 | Нічірьо-Мару  | вантажо-пасажирське             | 2721   | 1°31'N 120°51'E  |
| 26.04.1944 | Токіва Мару   | вантажо-пасажирське             | 806    | 6°12'N 125°47'E  |
| 14.05.1944 | Інадзума      | ескадрений міноносець           | 1950   | 5°8'N 119°38'E   |
| 07.07.1944 | Рюйєй Мару    | переобладнаний патрульний човен | 207    | 2°40'N 118°22'E  |
| 08.07.1944 | Моджі Мару    | переобладнаний патрульний човен | 60     | 2°25'N 118°14'E  |
| 30.07.1944 | Кокуйо Мару   | танкер                          | 10026  | 6°3'N 119°54'E   |
| 28.09.1944 | Андзьо Мару   | танкер                          | 2068   | 13°16'N 120°8'E  |
| 14.10.1944 | Фусімі Мару   | вантажне                        | 2542   | 16°12'N 119°45'E |
| 13.06.1945 | Осикаяма Мару | вантажне                        | 6892   | 38°30'N 136°58'E |
| 19.06.1945 | Кондзан Мару  | вантажо-пасажирське             | 5488   | 37°13'N 137°18'E |